# Oxypoda togata
Oxypoda togata är en skalbaggsart som beskrevs av Wilhelm Ferdinand Erichson 1837. Oxypoda togata ingår i släktet Oxypoda, och familjen kortvingar. Enligt den finländska rödlistan är arten nära hotad i Finland. Arten är reproducerande i Sverige. Artens livsmiljö är torra gräsmarker.